# Гыргычан
Гыргыча́н — упразднённый  посёлок в Чаунском районе Чукотского автономного округа Российской Федерации.

## Название
Название в переводе с чукотского — «верхний».

## География
Располагается на реке Гыргычан-Кожвелвесыргын (приток реки Апапельгын, которая впадает в Чаунскую губу) в 47 км к северо-востоку от Певека.

## История
Представляет собой остатки ГУЛАГовских поселений с двухэтажными постройками и одноэтажными каменными строениями. 

## Инфраструктура
У Гыргычана производилась добыча олова и урановой руды. Также неподалёку располагалась промежуточная тропосферная радиорелейная станция 17/103 «Гранат».
В 1980 году у посёлка ещё велись работы, но в годы перестройки посёлок и прииски приш=ли в упадок и в 1990-х годах были заброшены.

## Транспорт
С райцентром Гыргычан связывает гравийная дорога.